# Buffalo (motorfiets)
Buffalo is een historisch Taiwanees merk van motorfietsen.
De Buffalo-motorfietsjes werden (of worden) geproduceerd door TYM Industries. De Buffalo’s die in 1974 in Nederland werden geïmporteerd waren lichte terreinmachines die in Japanse licentie gebouwd werden. De motorblokken waren afgeleid van Bridgestone. TYM is echter vooral bekend van scooters.